# 中国の道路標識
中国の道路標識（ちゅうごくのどうろひょうしき）では、中華人民共和国の道路に設置されている道路標識について説明する。中国の交通標識は、日本を始め、欧米諸国やインドネシアにおいて使用されている道路標識を基にしたものであり、米国やインドネシアと同じハイウェイゴジック書体を採用している。

## 一覧

### 警戒標識

警戒標識
交差点あり
不規則交差点あり
左後方から合流あり
右後方から合流あり
左前方から合流あり
右前方から合流あり
T字路
T字路
T字路
環状交差点あり
カーブあり
カーブあり
つづら折りあり
つづら折りあり
つづら折りあり
上り急勾配あり
下り急勾配あり
急勾配続く
幅員減少
右側幅員減少
左側幅員減少
狭い橋
前方に対面通行あり
横断歩道あり
学校近し
動物注意
野生動物注意
希少動物注意
信号機あり
落石注意
落石注意
強風注意
滑りやすい
山の近い道路
山の近い道路
転落注意
村近し
トンネルあり
フェリー
コブはし橋
路面凹凸あり
水路
踏切あり
無人踏切あり
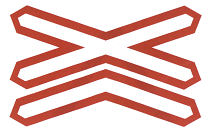
障害者注意
交通事故多発区域
徐行
危険注意
道路工事中
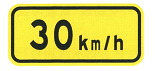
車間距離注意
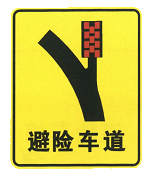
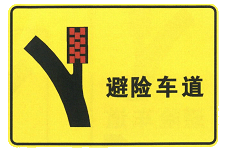
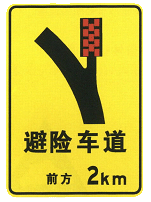
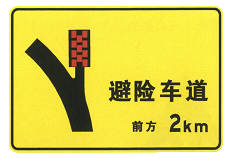
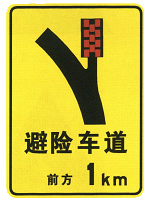
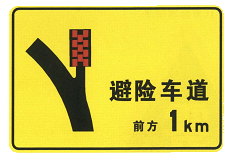
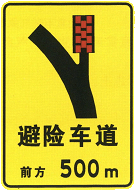
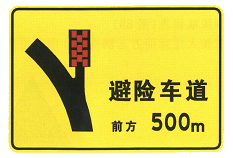
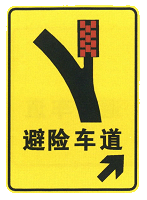
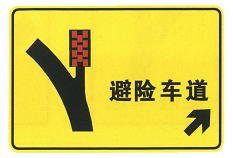

### 禁止標識

禁止標識
一旦停止
譲れ
対向車優先
車両・歩行者通行禁止
車両通行禁止
乗用車通行禁止
トラック通行禁止
三輪車通行禁止
バス通行禁止
小型車両通行禁止
トレーラー通行禁止
トラクター通行禁止
三輪自動車通行禁止
バイク通行禁止
貨車通行禁止
自転車通行禁止
動物牽引車通行禁止
]s
人力車通行禁止
行人通行禁止
左行禁止
貨車左行禁止
右行禁止
小型車両右行禁止
直進禁止
左行と右行禁止
左行と直進禁止
右行と直進禁止
転回禁止
追越し禁止
解除追越し禁止
駐車禁止
長時間駐車禁止
警笛鳴禁止
最大幅
高さ制限
重量制限
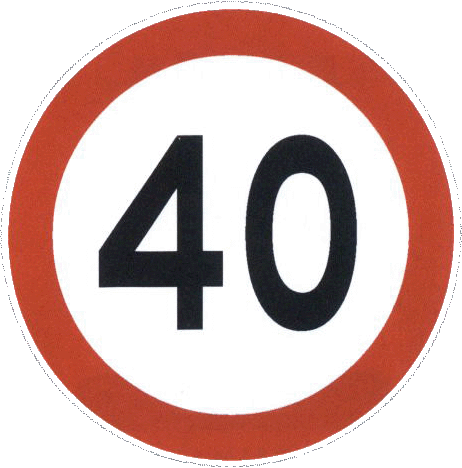
最高速度
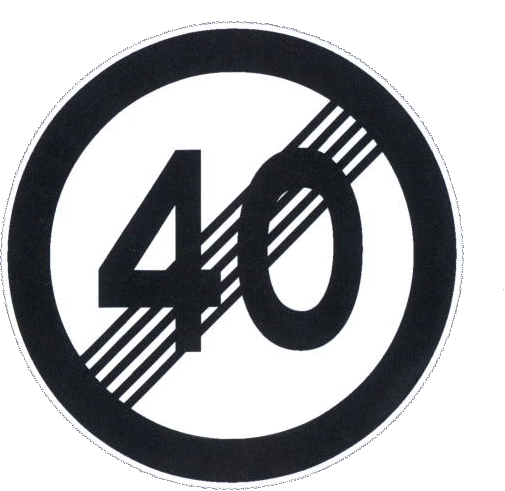
最高速度解除
駐車検査
危険物積載車両通行禁止
税関検査

### 指示標識

指示標識
直進せよ
左折せよ
右折せよ
指定方向外進行禁止
指定方向外進行禁止
指定方向外進行禁止
指定方向外進行禁止
指定方向外進行禁止
指定方向外進行禁止
指定方向外進行禁止
環状交差点
一方通行
一方通行
歩行者専用
警笛鳴らせ
最低速度
優先道路
対向車に対して優先
横断歩道
進行方向別通行区分
進行方向別通行区分
進行方向別通行区分
進行方向別通行区分
進行方向別通行区分
進行方向別通行区分
進行方向別通行区分
バス専用レーン
自動車専用道路
自動車専用レーン
自転車専用道路
自転車専用レーン
バスラピッドトランジット専用道路
転回

### 案内標識

案内標識
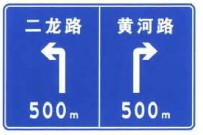
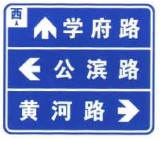
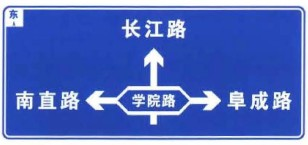
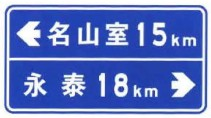
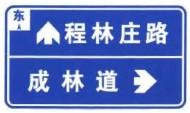
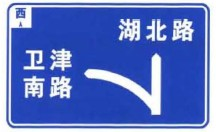
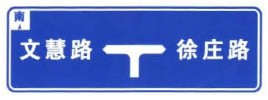
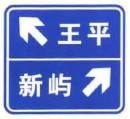
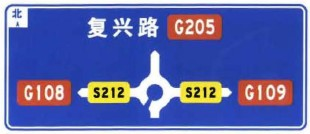
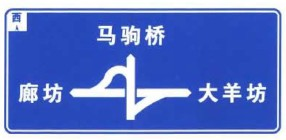
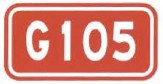
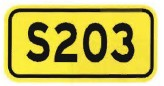
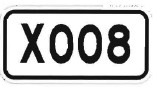
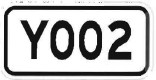
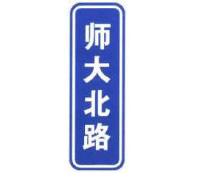
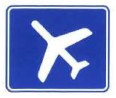
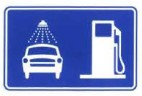
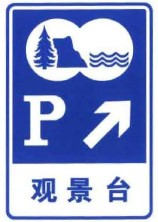
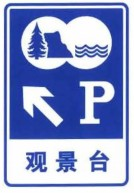
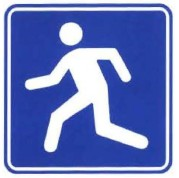
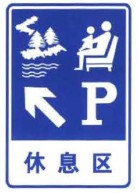
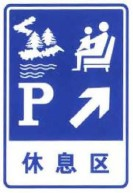
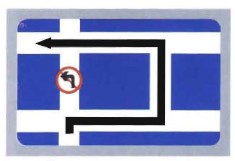
迂回路
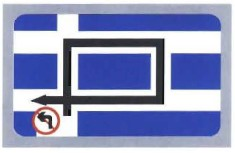
迂回路
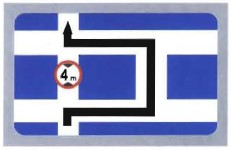
迂回路
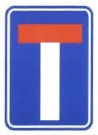
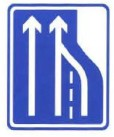
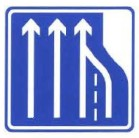
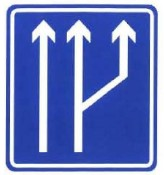
トンネルあり（距離表示付き）
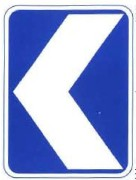
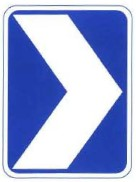
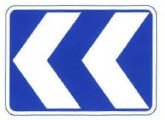
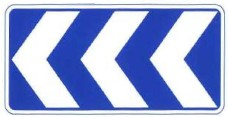
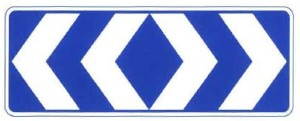
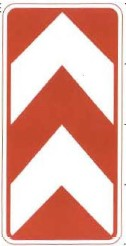
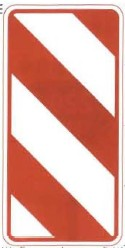
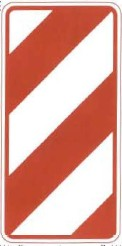
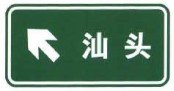
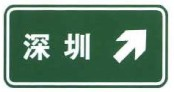
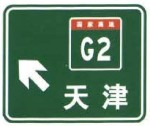
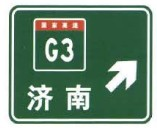
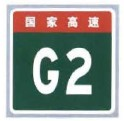
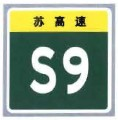
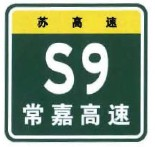
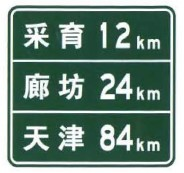
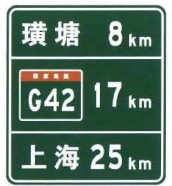
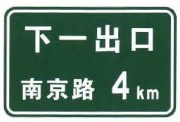
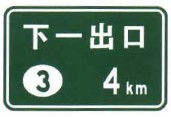
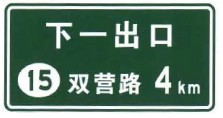
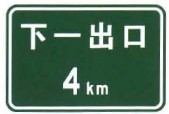
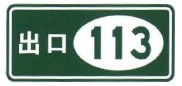
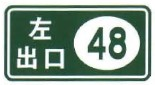
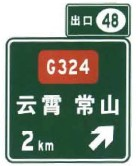
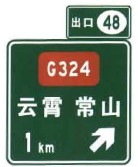
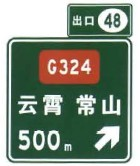
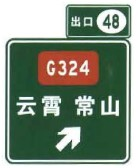
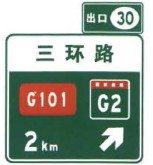
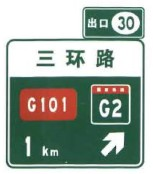
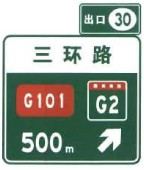
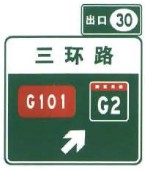
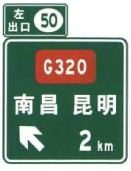
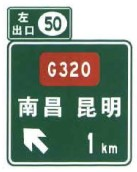
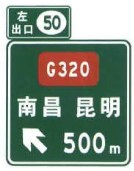
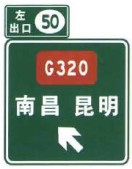
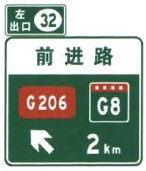
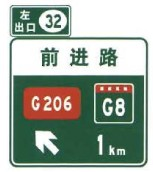
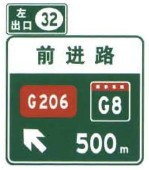
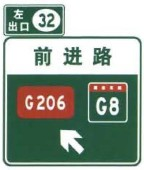
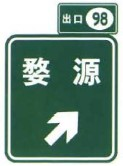
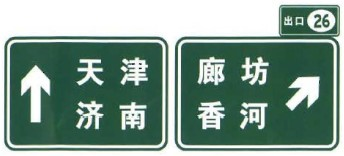
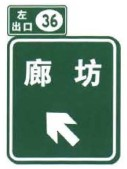
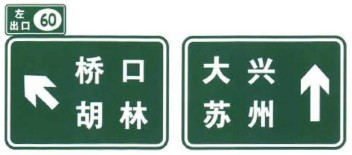
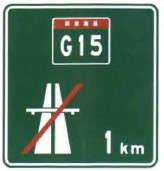
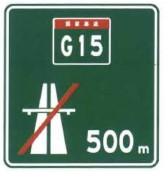
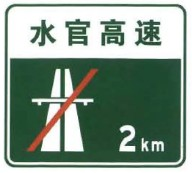
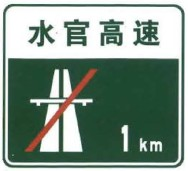
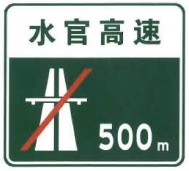
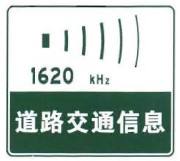
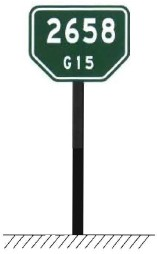
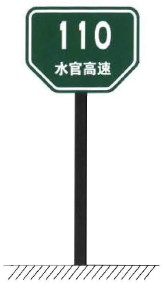
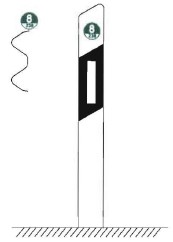
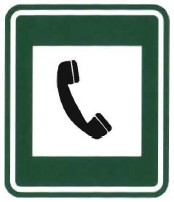
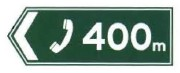
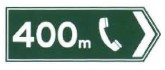
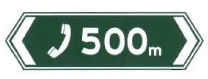
料金所まで2キロ
料金所まで1キロ
料金所まで500メートル
料金所
ETC対応料金所まで2キロ
ETC対応料金所まで1キロ
ETC対応料金所まで500メートル
ETC対応料金所
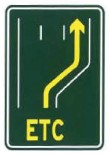
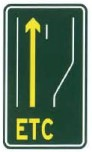
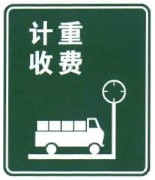
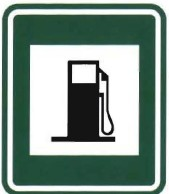
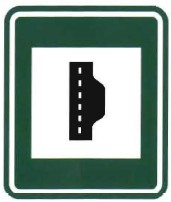
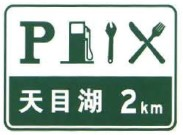
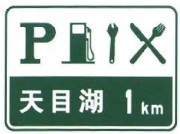
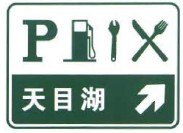
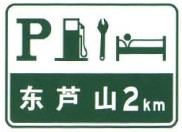
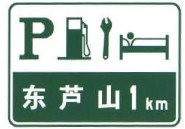
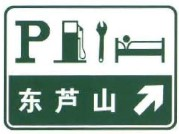
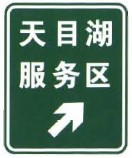
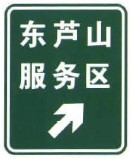
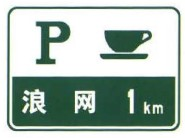
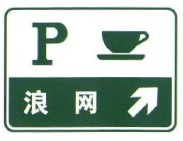
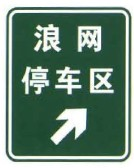
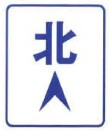
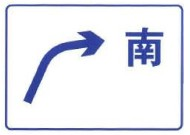
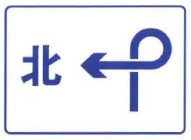
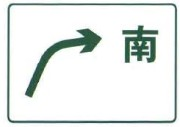
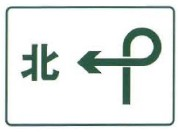

### 観光標識

観光標識
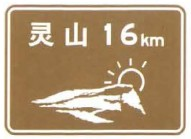
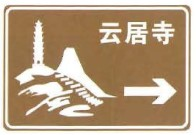
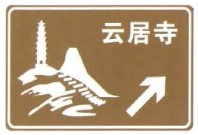
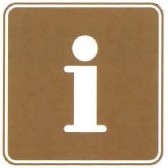
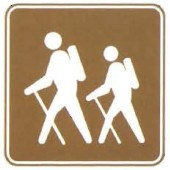
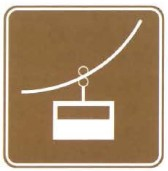
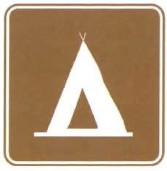
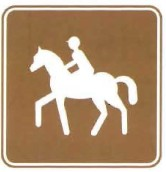
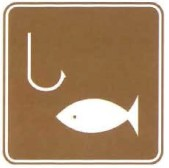
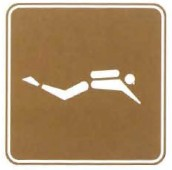
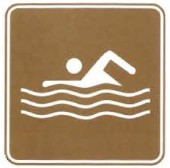
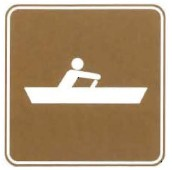
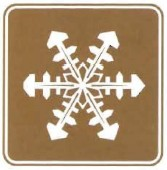
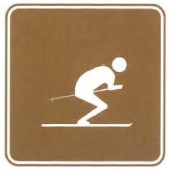

### 補助標識

補助標識
乗用車
貨車

### 車載標識

車載標識
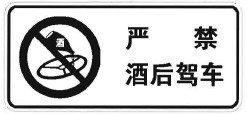
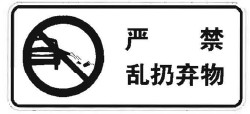
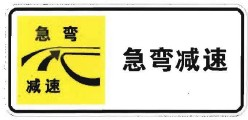
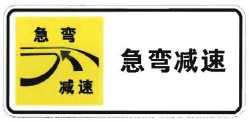
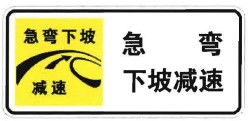
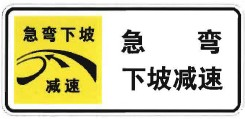
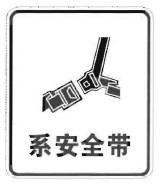
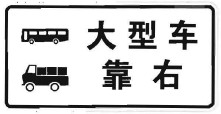
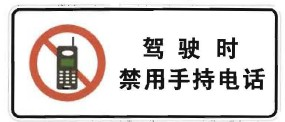